# Hohl (Olpe)
Hohl ist ein Ortsteil der Kreisstadt Olpe im Sauerland und hat 68 Einwohner.

## Geographie
Der Ort befindet sich nördlich von Olpe unmittelbar an der Abzweigung von B 54 und B 55. Das Dorf liegt in einer Talmulde unterhalb vom Rhoder Stein und Rhode. 